# Ітраконазол
Ітраконазол — синтетичний протигрибковий препарат, що належить до підгрупи тріазолів класу азолів для перорального застосування. Препарат уперше синтезований у 1984 році в лабораторії бельгійської компанії «Janssen Pharmaceutica», та початково мав кодову назву R51211.

## Фармакологічні властивості
Ітраконазол — синтетичний протигрибковий препарат, що належить до класу азолів широкого спектра дії. Препарат має як фунгістатичну, так і фунгіцидну дію, що залежить від концентрації препарату в крові. Механізм дії ітраконазолу полягає у інгібуванні синтезу стеролів у клітинах грибків, що приводить до пошкодження клітинної стінки грибків. До препарату чутливі грибки Candida spp.; Aspergillus spp.; Trichophyton spp.; Microsporum spp.; Histoplasma spp.; Epidermophyton floccosum; Cryptococcus neoformans; Paracoccidioides brasiliensis; Sporothrix schenckii; Pityrosporum spp.; Fonsecaea spp.; Blastomyces dermatitidis. Нечутливими до препарату є віруси та бактерії.

### Фармакодинаміка
Після прийому всередину ітраконазол швидко всмоктується у шлунково-кишковому тракті. Після прийому препарату на голодний шлунок біодоступність становить 40-50 %,після прийому жирної їжі — до 100 %.Максимальна концентрація в крові ітраконазолу досягається протягом 3-4 годин. Високі концентрації препарату спостерігаються в легенях, нирках, печінці, селезінці, кістках, шлунку, м'язах, статевих органах, шкірі. У цих органах досягаються концентрації ітраконазолу вдвічі вищі, ніж у кров. Ітраконазол погано проходить через гематоенцефалічний бар'єр. Препарат проходить через плацентарний бар'єр та виділяється в грудне молоко. Метаболізується ітраконазол в печінці. Виводиться препарат з організму переважно з сечею у вилляді активних метаболітів, 3-18 % препарату — виводиться з калом. Період напіввиведення ітраконазолу двофазний, становить близько 24-36 годин, у хворих з печінковою недостатністю цей час збільшується.

## Показання до застосування
Ітраконазол показаний при вульвовагінальному кандидозі, при грибкових захворюваннях шкіри та грибкових ураженнях очей; кандидозі ротової порожнини; оніхомікозах;системних мікозах (при криптококозному менінгіті — тільки у випадку неефективності інших препаратів); гістоплазмозі, споротрихозі, паракокцидіомікозі, бластомікозі та тропічних мікозах.

## Побічна дія
При застосуванні ітраконазолу дуже рідко (із частотою менш ніж 0,01 %) спостерігають наступні побічні ефекти:
- Алергічні реакції — висипання на шкірі, свербіж шкіри, кропив'янка, фотодерматоз, набряк Квінке, синдром Стівенса-Джонсона, синдром Лаєлла, лейкоцитокластичний васкуліт, анафілактичний шок.
- З боку травної системи — нудота, блювання, біль у животі, запор, здуття живота, панкреатит, гепатит, печінкова недостатність (поодинокі випадки летальної гострої печінкової недостатності).
- З боку нервової системи — головний біль, шум у вухах, зниження слуху, запаморочення, диплопія, периферична нейропатія.
- З боку серцево-судинної системи — артеріальна гіпертензія, гостра та хронічна серцева недостатність.
- З боку сечостатевої системи — поллакіурія, нетримання сечі, розлади менструального циклу, еректильна дисфункція з можливим розвитком імпотенції, забарвлення сечі в темний колір.
- З боку опорно-рухового апарату — артралгії, міалгії.
- Зміни в лабораторних аналізах — лейкопенія, нейтропенія, тромбоцитопенія, гіпокаліємія, гіпертригліцеридемія, протеїнурія, підвищення активності амінотрансфераз в крові.

Нечасто (0,1—1 %) при застосуванні ітраконазолу спостерігаються набряки та гарячка.

## Протипоказання
Ітраконазол протипоказаний при підвищеній чутливості до азолів; при одночасному застосуванні з препаратами, що можуть викликати подовження інтервалу QT на ЕКГ — астемізолу, бепридилу, цизаприду, хінідину, терфенадину; інгібіторами редуктази ГМГ-КоА (статинами), препаратів з алкалоїдів ріжків; при гострій серцевій недостатності. При вагітності призначається тільки по життєвим показанням. Під час лікування ітраконазолом рекомендується припинити годування грудьми.

## Форми випуску
Ітраконазол випускається у вигляді желатинових капсул для прийому всередину по 0,1 г та 1 % розчину для прийому всередину по 150 мл.